# Јохан Волдемар Јансен
Јохан Волдемар Јансен (ест. Johann Voldemar Jannsen), рођен као Јан Јенсен (ест. Jaan Jensen; Вандра, 16. мај 1819 − Тарту, 13. јул 1890) био је естонски новинар и песник и један од најважнијих лидера „естонског националног буђења” у другој половини 19. века. По професији био је учитељ.
Новинарско-песничку каријеру започиње током боравка у граду Парнуу где је радио као учитељ у периоду 1850−1863. године. Године 1857. у Парнуу је сновао недељник Perno Postimees ehk Näddalileht. Потом прелази у Тарту где је радио као уредник новина Eesti Postimees. Заједно са кћерком, такође песникињом Лидијом Којдулом основао је 1865. године естонско певачко друштво „Ванемујне”, а годину дана касније постао је један од главних иницијатора за оснивање „Естонског фестивала хорова”.
Јансен је 1869. написао речи за композицију Mu isamaa, mu õnn ja rõõm која је касније постала званичном химном Естоније.